# Erie indiánok

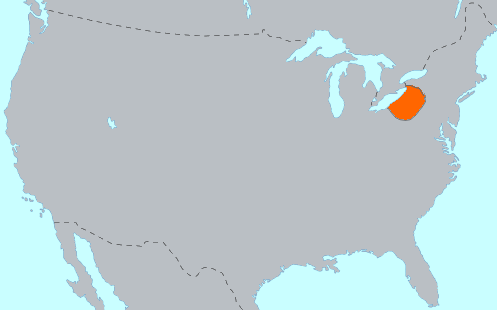
Az erie indiánok egykori területe

Az erie indiánok, (más néven Erieehronon, Eriechronon, Riquéronon, Erielhonan, Eriez, Nation du Chat) egy irokéz törzsből származó amerikai őslakos törzs volt, akik a mai New York állam nyugati részétől az Ohio állam északi részéig terjedő területen éltek, az Erie-tó partján, amely róluk kapta a nevét. A New York állam területén élő irokézek legyőzték őket, a maradékukat saját törzseikbe fogadták, elsősorban a szeneka-törzsbe.
A nevük, Erie vagy Eriez a hosszú farok jelentésű Erielhonan szóból rövidült. A törzs több család számára alkalmas úgynevezett hosszúházakban élt, kerítéssel körbevett falvakban. Kukoricát, babot és tököt termesztettek nyáron. Télen a nyáron eltett növényekből és a vadászott állatokból éltek.
A 15-16. századra a törzsek elkezdtek egyesülni. Az erie egyike volt a számos irokéz nyelvet beszélő törzsnek, amik vetélkedtek egymással a hatalomért és az erőforrásokért, amiket súlyosbított a szőrmekereskedelem helyzete. Ez oda vezetett, hogy a hódot és más szőrméjéért értékes állatot túlvadásztak. Az erie-k felbosszantották keleti szomszédjaikat azzal, hogy befogadtak néhány menekültet más falvakból, amiket az irokéz szövetség lerombolt. Bár úgy tartották, az erie-k mérgezett hegyű nyilakat használtak, mégis, kézifegyverekkel rosszabbul voltak felszerelve. Az 1650-es évek közepén az irokéz szövetség hadjáratot indított az erie-k és más szomszédos törzsek ellen. Az erie-ket elpusztították, csak kevesen élték túl ezt az időszakot, de néhány évtized múlva őket is beolvasztotta az irokézek legnyugatibb törzse, a szeneka.
Marvin T. Smith régész azt feltételezi, hogy az erie-k egy része Virginiába majd onnan Dél-Karolinába ment, ahol mint "Westo indiánok" lettek ismertek. Néhányukról azt tartják, Kanadába mentek. Más törzsek tagjai azt vallják, ők ezeknek a menekülteknek a leszármazottaik. A szenekák között is akad, aki erie származásúnak tartja magát.
Mivel távol éltek azoktól a területektől, amiket az európaiak azokban az időkben felfedeztek, az erie-eknek nem volt sok kapcsolata a fehér emberrel. Csupán holland szőrmekereskedők a mai Albanyból és kanadai jezsuita hittérítől említik őket. A jezsuiták többet is megtudtak róluk a hód háborúk alatt. Ezenkívül azt a keveset, amit tudni lehet róluk, a szájhagyomány, az archeológia és más irokéz törzsekkel való összehasonlítás révén tudjuk.

## Nyelvük
Bövebben lásd: Erie nyelv.

## Fordítás
Ez a szócikk részben vagy egészben  az   Erie (tribe) című angol Wikipédia-szócikk ezen változatának fordításán alapul.  Az eredeti cikk szerkesztőit annak laptörténete sorolja fel. Ez a jelzés csupán a megfogalmazás eredetét és a szerzői jogokat jelzi, nem szolgál a cikkben szereplő információk forrásmegjelöléseként.